# Kolonát
Kolonát znamená v řím. právu původně pacht pozemků; pachtýřovi se říkalo colonus. V pozdějších dobách císařských označuje se však výrazem colonatus zvláštní právní ústav, který spočíval v tom, že koloni nebyli již pouhými svobodnými pachtýři, nýbrž lidmi připoutanými k půdě, kterou vzdělávali a za jejíž užívání zavázáni byli vůči pánovi (vlastníku) pozemku k jistým povinnostem. Každý kolon měl neustále jeden a týž kus půdy, který přecházel dědičně na jeho děti. Zciziti tuto půdu a vůbec jakkoli jí v neprospěch pánův disponovati nebylo kolonovi dovoleno.
Povinnosti kolonovy k pánovi, jež se nazývaly colonitium, colonaticum, nebývaly všude stejné, nýbrž určovány byly na každém statku zvláštním obyčejem, consuetudo praedii. Spočívaly dílem v penězích, dílem v naturáliích, dílem v osobních službách. Vzhledem k povinnostem těmto nazýval se colonus též tributarius, homo tributalis.
Ústav kolonátu není v literatuře ještě náležitě osvětlen. Mnohé otázky nebyly ještě vůbec spolehlivě rozřešeny. Dosud aspoň panují různá mínění o tom, jaké byly příčiny původu kolonátu, kde a kdy vznikl tento ústav, vyvinul-li se právním obyčejem či ustanovením zákonodárným atd. Fustel de Coulange má za to, že základem kolonátu jest právní obyčej. Kolonát vznikl sám sebou a vláda počala ústav ten upravovati, když již dávno existoval. Za Konstantina Velikého byl kolonát ústavem již sevšeobecnělým. Zdá se, že vznikl z otroctví. Lidem propuštěným z otroctví dávány byly asi od pánů pozemky k dědičnému užívání, a jakožto ekvivalent požadovány byly různé dávky a služby. Později asi po způsobu propuštěnců vstupovali v podobný poměr lidé svobodní. Řady kolonů rozmnožovány byly také osobami zajatých barbarů, kteří usazováni byli na půdě fisku nebo soukromých vlastníků nemovitostí. V pozdějších dobách zapisováni byli kolonové ve zvláštní daňové seznamy. Byliť pánové jejich zavázáni platiti státu z každého kolona jistou osobní daň (daň z hlavy).
Kolonát udržel se také v Gallii, v Bavorsku a ve Švábsku ještě ve francké době. Ve středověku nabylo slovo kolonát poněkud odchylného významu. Zahrnovalyť se výrazem tím nejrůznější právní poměry vyplývající z dědičného užívání cizích pozemků se strany sedláků.